# 西之園萌絵
西之園 萌絵（にしのその もえ）は森博嗣著の推理小説に登場する架空の人物。
S&Mシリーズの主人公であり、Gシリーズの主要登場人物の一人。他の作品にも多数登場している。真賀田四季と同じく、森博嗣作品において複数の作品において活躍を見せるヒロインでもある。

## 人物
“S&Mシリーズ”では国立N大学工学部建築学科、“Gシリーズ”では同大学大学院工学研究科建築学専攻犀川研究室に在籍、後に東京の私立W大学へ移籍する。
周囲の目を集めるほどの美女であり、作中ではたびたび男性の登場人物から誘われているほか、初対面の男性の好感度も軒並み高い。とある事件で愛知県警の刑事たちと知り合いになった際には、刑事課に出入りしているうちに独身の刑事たちによるファンクラブまで出来てしまっていた。しかし本人は犀川一筋である。彼とは幼い頃から面識があり、初対面の印象は「自分より頭の良い大人を初めて見た」というもの。
優れた洞察力と観察力、記憶力を持ち、驚異的な計算能力を有しているが、時に思考が極端に飛躍するという特徴ある性格を持つ。その思考形態は犀川創平や瀬在丸紅子のように「指向性が多様で多方面に卓越したもの」ではなく、指向性が突き抜けており人並み外れて早いというタイプ（犀川は「コンピュータの演算処理」に例えている）。行動力も旺盛。犀川創平と共に幾つもの事件を解決していった。感情を前面に強く押し出し、事件解決に臨む姿勢は真賀田四季をして高い評価を得ていた。
合気道を嗜んでいて、幾度かその腕前を見せた事がある。頭脳明晰で成績優秀だが極端に知識に偏りがある部分が存在しており、焼肉のタレが既製品として販売されていることも知らない、焼きそばを食べたことがない、『遠山の金さん』を知らないなどの反応を見せていた。他にも『パーマン』『ガッチャマン』を知らないのに『ジャイアントロボ』は知っているという、偏った一面を見せた事もある。また、生活様式が基本的に洋風のためか、和風の行事や事柄、習慣などに著しく疎く、漢字や故事成語、ことわざなども苦手だったり間違った覚え方をしている事が多い。これらのお嬢様っぷりは大学入学時は周囲から浮いたものとして受け取られ、現在もしばしば周囲をあきれさせているが、徐々に人との付き合い方に馴染んでいく。酒は好きだが弱く、酔うのが早く醒めるのも早い。コーヒーはブラック派だが、超が付くほどの猫舌で、作中でも完全に冷めていないと飲めない。家柄、容姿に恵まれた才媛であるが料理は苦手で、人並み以下と言える。
両親の遺産である高層マンションを所有し、その最上階の21・22階に居住している。執事の諏訪野、愛犬シェットランド・シープドッグの都馬（トーマ）と同居し、ポルシェなど5台の高級車を所有する車好きで、そちらの知識にも明るい。犀川助教授に乗車車を紹介したのも萌絵。車を運転するときは音楽を聴くことは無く、エンジン音を聞くことが好き。機能性よりも好きな車を選んでいる傾向にあり、二人しか乗れないタイプの車を持つ。
作中の初期に乗っていた車は、多気筒のV型エンジンと思われるが取り回しのよいサイズのフェラーリでは355か360あたりだと思われる
弓道などの試合では集中力を発揮し好成績を納めるが、体力がなく運動には向かない。西之園家代々の貧血気味であり、徹夜などをすると倒れてしまうことがある。幾度となく倒れているので、時に犀川を不安にさせることがある。
元N大総長の父親、愛知県警本部長の叔父、愛知県知事夫人の叔母をはじめ親類に要人が多い、非常に裕福な名家の生まれである。父親はとても優しかったが礼儀に厳しく、萌絵は常に「レディ」として試されている状態であった。そのため喋り方や仕草は非常に上品なものであり、周りに気品を感じさせる。現在も諏訪野の前では、はしたない行動をすれば叱られるため自重している。

### 経歴
- 3歳の時に真賀田四季に出会う。四季はこのことをよく覚えているが、萌絵は覚えていない。
- 小学5年生のとき、犀川と出会う。このとき、犀川に自作のマジックを見破られる。
- 高校2年生16歳のときに両親を航空機事故で亡くしている。萌絵はこの事故を、当時父親の愛弟子であった犀川と共に、空港で直接目撃しており、その経験は彼女の生活言動に大きな影響を与えた（髪を短く切り、服装や化粧が派手になり、性格も攻撃的になった。しかし犀川は、彼女の本質的なものは変わっておらず、大人しい落ち着いた性格と見抜いている）。
- 中高と女子校に通い続けている。
- 事故によるショックで高校を1年休学。その後、犀川の居る国立N大学工学部建築学科へ進学。
- N大入学後は、指導教官となった犀川に、尊敬と憧れから転じた強い恋愛感情を抱くが、犀川は萌絵への庇護者意識との狭間で、強い戸惑いを覚え葛藤する事となる。
- 大学ではミステリィ研究会に所属し、他にも漫画研究会や弓道部など、誘われて複数のサークルに籍を置いている。
- 航空機事故を境に彼女の心の中で生まれていた壁は長い間、彼女が両親の死と向き合う事を阻害しており、S&Mシリーズ時には事件被害者に対し自身の境遇を照らし合わせ、相手の事を好奇心で打ち消してしまっていたものが、Gシリーズにおいて遂にそれを乗り越えた事で、純粋に被害者を悼む事が出来るようになっていた。
- S&Mシリーズではミステリー好きからくる好奇心で事件に首を突っ込んで危険な目に会うこともあったが、Gシリーズでは後輩が出来、自身も研究室入りした事で落ち着いた大人の女性となる。こちらでは自身も事件解決に関わりながらも、面倒見の良い姉貴分として後輩の加部谷恵美、山吹早月、海月及介達の行動を見守るスタンスを取っている。同時期にはVシリーズにも登場しており、保呂草潤平は萌絵のパーソナリティの中に、瀬在丸紅子との共通点を見出していた。
- Gシリーズ作中では、N大の大学院博士課程2年次（D2）在籍中に助手の話があり移籍。後に私立W大学の准教授になった。
- 准教授になったころ同時系列であるXシリーズにもたびたび登場し、事件を解決に導いている。
- 恋愛においては周りにまで分かりやすすぎるほどアピールをしていたが、鈍感で煮え切らない犀川に激昂することも多かった。しかし萌絵が内面的に成長し、犀川もそれを受け入れることで、Gシリーズでは関係が発展している様子が描かれ、恋人関係とみられる。
- S&Mシリーズでは遭遇した事件のほとんどが密室殺人である。警察内部では「密室殺人なら西之園萌絵」という印象が出来上がっているのか、たびたび協力を求められている。

## 登場作品リスト

### シリーズ作品
- S&Mシリーズ
- Vシリーズ「捩れ屋敷の利鈍」のみ。
- 四季シリーズ
- Gシリーズ
- Xシリーズ

### 短編
- まどろみ消去　Missing Under The Mistletoe
  - 「ミステリィ対戦の前夜」「誰もいなくなった」
- 地球儀のスライス A Slice of Terrestrial Globe
  - 「石塔の屋根飾り」「マン島の蒸気鉄道」
- 今夜はパラシュート博物館へ The Last Dive to Parachute Museum
  - 「どちらかが魔女」「双頭の鷲の旗の下に」
- 虚空の逆マトリクス　Inverse of Void Matrix
  - 「いつ入れ替わった?」
- レタス・フライ Lettuce Fry
  - 「刀之津診療所の怪」

### シリーズ外の小説
- 歌の終わりは海 Song End Sea

## キャスト
声優
- 小林沙苗 - 2002年PlayStation用ゲーム版
- 種﨑敦美 - 2015年テレビアニメ版

俳優
- 武井咲 - 2014年テレビドラマ版
- 内田愛 - 2014年テレビドラマ版・少女期